# Eroni Tuivanuavou
Eroni Tuivanuavou (ur. 2 maja 1983) – fidżyjski lekkoatleta, sprinter i skoczek w dal.

## Kariera

### Igrzyska Południowego Pacyfiku
Dwukrotny medalista igrzysk Południowego Pacyfiku. W 2003 zdobył złoto w skoku w dal z wynikiem 7,82 m, a w 2007 wywalczył brąz w tej samej konkurencji z rezultatem 7,20 m.

### Miniigrzyska Południowego Pacyfiku
Jest również trzykrotnym medalistą miniigrzysk Południowego Pacyfiku. W 2005 został brązowym medalistą w biegu na 100 m z czasem 10,84 s (ex aequo z Wally'm Kiriką) i złotym w skoku w dal z wynikiem 7,10 m oraz srebrnym w sztafecie 4 × 100 m.

### Inne zawody
W 2007 został złotym medalistą Arafura Games w skoku w dal z wynikiem 7,27 m.
W 2008 został mistrzem kraju w biegu na 100 m z wynikiem 10,50 s i wicemistrzem w skoku w dal z wynikiem 6,67 m.

### Rekordy życiowe
Na podstawie:
- 100 m – 10,75 ( Townsville, 16 grudnia 2004)
- skok w dal – 7,82 m ( Suva, 11 lipca 2003, Igrzyska Południowego Pacyfiku 2003), rekord kraju[8]